# Баїмбетово
Баїмбе́тово (рос. Баимбетово, башк. Байымбәт) — присілок у складі Гафурійського району Башкортостану, Росія. Входить до складу Бурлинської сільської ради.
Населення — 175 осіб (2010; 188 в 2002).
Національний склад:
- башкири — 89%